# 테레크강

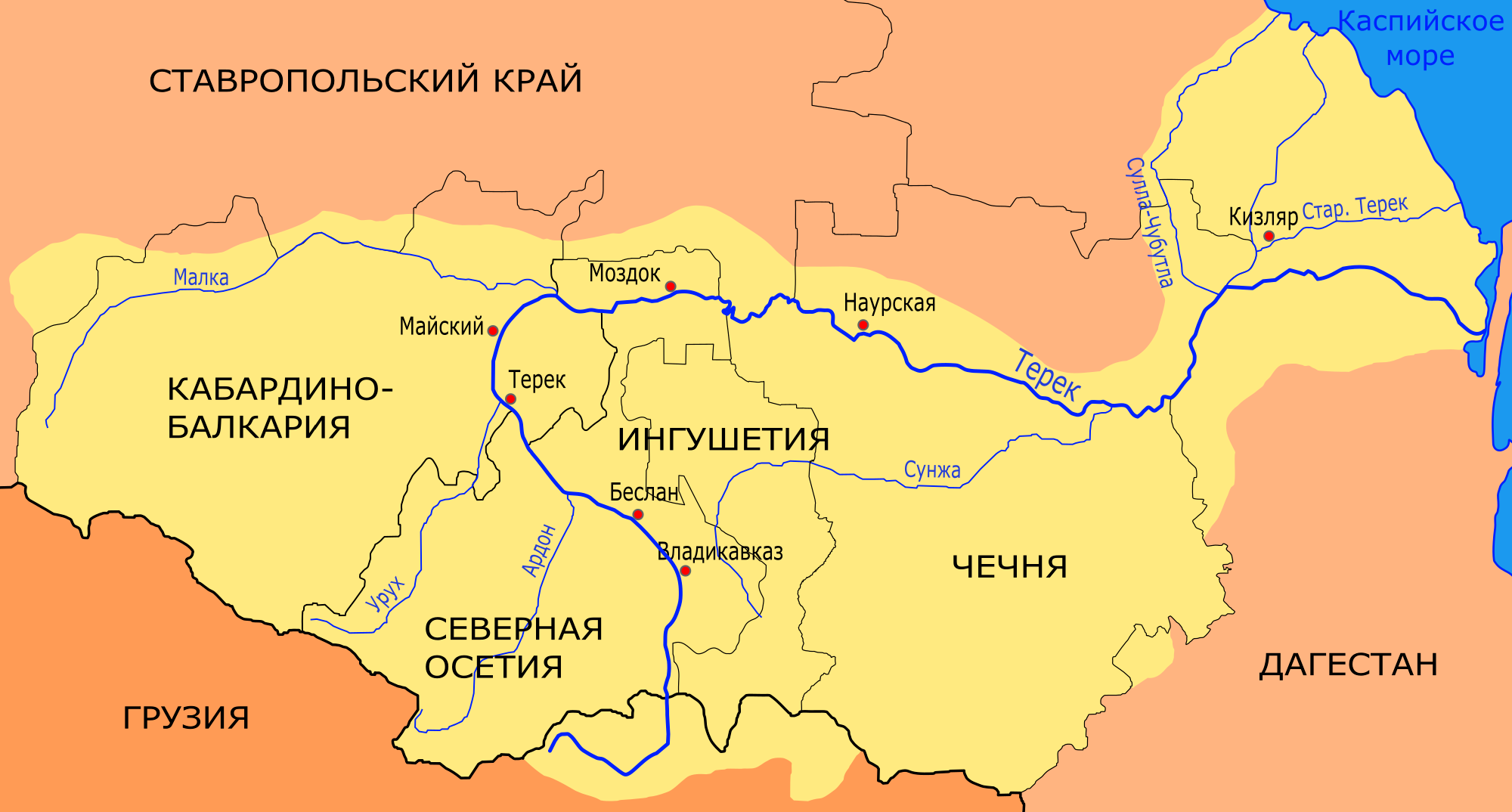

테레크강(러시아어: Терек река, 조지아어: თერგი , 체첸어: Терк, 아바르어: Терек)는 북캅카스의 강이다. 전체 길이는 623 km이고, 조지아와 러시아 연방을 통과해서 흐른 다음에는, 카스피해로 흘러 들어간다.
조지아 북부의 카즈베크산이 발원지로, 북쪽으로 흐른다음 북오세티야 공화국의 블라디카프카스를 통과해서, 카바르디노발카르 공화국으로 흘러 들어간다. 그리고 동쪽으로 방향을 바꾸어서 체첸 공화국, 다게스탄 공화국을 통과한 다음, 카스피해로 흘러 들어간다. 하구에서는 100 km 정도의 삼각주를 형성한다.
테레크강이 지나는 도시는 블라디카프카스, 베슬란, 마이스키(카바르디노발카르 공화국), 모즈도크(북오세티야 공화국), 키즐랴르(다게스탄 공화국)이다.